# 永清环保
永清环保股份有限公司（简称：永清环保；深交所：300187）为一家注册地和办公地位于湖南长沙的环境保护服务类股份制上市公司。公司主营业务为高污染、高耗能工业企业提供烟气排放综合解决方案。2010年，公司销售服务收入20,825万元，净利润4,175万元；2011年前3季度销售服务收入15,883万元，净利润2,622万元。公司注册地为浏阳工业园，办公地为长沙市芙蓉中路2段80号顺天国际财富中心17层。
永清环保为湖南永清脱硫有限公司整体改制设立的股份有限公司。2008年2月3日，新公司取得工商注册；2011年3月8日，于深交所上市交易，股票代码“永清环保”。2010年12月31日，公司总资产32,062万元，总股本为6,678万股（2011年6月30日）。2011年6月30日，公司控股机构湖南永清投资集团有限责任公司持股3981.50万股（限售A股），占总股本的59.62%。